# Пуськи бятые
«Пу́ськи бя́тые» — цикл «лингвистических сказок» Людмилы Петрушевской, написанных в разные годы её творчества. Первая из них, с таким же названием, была написана в 1984 году и впервые опубликована тогда же в «Литературной газете».
Сказки состоят целиком из несуществующих слов (кроме служебных). Петрушевская использует как традиционные для таких произведений системы словообразования из случайных слогов, называемые глоссолалия, так и более оригинальные и интересные, например, современные или устаревшие корни (а также несуществующие сочетания корневых основ русского языка, несуществующие замены корневых гласных или согласных), которые употребляются писательницей в рассказах с такими русскими аффиксами, с которыми в настоящем русском языке они обычно или не употребляются, или употребляться не могут ввиду полной бессмысленности образованных подобным образом слов.
Иногда в рассказах употребляются старославянские предлоги или междометия.
Из произвольно взятых корневых основ других современных языков индоевропейской или даже кавказской языковой семьи употребляются некоторые русские языковые аффиксы (суффиксы, приставки, окончания, соединительные гласные), подобранные к ним самой писательницей особым образом и поэтому не являющиеся традиционными лингвистическими заимствованиями, характерными для реального языка.
Тем не менее, подобные причудливые формы словообразования у писательницы созданы так, что составляют некий связный рассказ с интуитивно понятным сюжетом. Впоследствии цикл «Лингвистические сказочки» был автором продолжен с включением новых удивительных, а подчас и совершенно фантастических персонажей и соответствующим развитием как сюжетов, так и самих героев.
Слово некузявый (в значении «плохой», «неподходящий») и производные от него благодаря сказке иногда встречается в разговорном русском языке.